# 24-та окрема авіаційна ескадрилья (Україна)
24-та окрема авіаційна ескадрилья (24 оае, в/ч 9997) — авіаційне формування Державної прикордонної служби України. Зона відповідальності окремої авіаційної ескадрильї — на ділянках Західного, Південного та Азово-Чорноморського регіональних управлінь у межах від стику Західного з Північним регіональним управлінням до Азово-Чорноморського із Східним регіональним управлінням, акваторії Азовського моря — по лінії державного кордону та Чорного моря — в межах В(М)ЕЗ. Визначено місця постійного базування сил і засобів авіації: м.Одеса та м.Ужгород.

## Історія
У 1992 році особовий склад 24-ї окремої авіаційної ескадрильї ПВ КДБ СРСР склав присягу на вірність українському народові.
З набуттям незалежності України відбулась реорганізація структури частини. На авіаескадрилью були покладенні додаткові завдання з надання допомоги в обладнанні нових ділянок кордону. Польоти виконувались практично на всіх ділянках новостворених загонів на кордонах з Молдовою, Придністров'ям, Білоруссю, Росією. Частина брала активну участь у створенні авіаційних прикордонних частин в 1993 році у Луцьку та Харкові. У серпні 1994 року до складу частини було введено додатково два вертольоти Мі-8.
Після територіального розподілу державного кордону на напрями ПВ України (з 2003 року ДПСУ), авіаескадрілья забезпечує охорону силами вертольотних ланок на ділянках Сімферопольського, Одеського, Ізмаїльського, Білгород-Дністровського, Подільського, Могилів-Подільського прикордонних загонів, загін літаків виконує завдання в масштабах повітряного простору України.

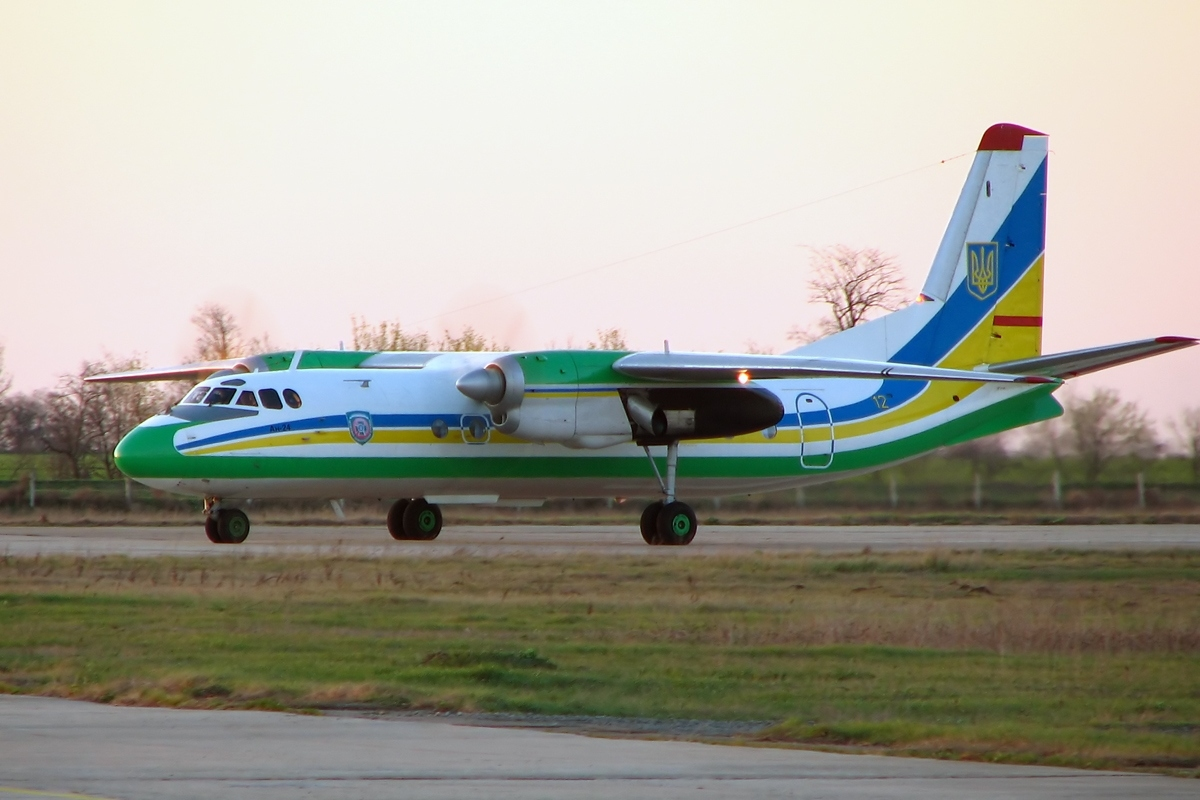
літак ДПСУ Ан-24РВ (б/н12)

27 березня 2008 року розбився гелікоптер Мі-8Т (б/н 07) Держприкордонслужби України, який летів за маршрутом Одеса - Вилкове - о. Зміїний. На борту вертольота знаходилися 14 осіб, із них 13 військовослужбовців та 1 цивільна особа. Одна людина була врятована, решта загинули.
Листопад 2010 р. Одеська авіаескадрилья отримала три легких патрульні літаки DA-42NG від австрійської Diamond Aircraft Industries, які отримали тактичні позначення у вигляді бортових номерів на фюзеляжі – «блакитний 21, 22, 23». Австрійська компанія визнана переможцем тендеру, в листопаді того ж року. Обсяг контракту, склав 95 мільйонів гривень.
4 липня 2012 року, після 15:00 зазнав катастрофи літак Держприкордонслужби України «Diamond DA42NG» (б/н 23) що виконував проведення повітряної розвідки ділянки державного кордону в зоні відповідальності Чопського прикордонного загону. 5 липня, біля 05:30 спільною пошуковою групою в напряму населеного пункту Руський Мочар в горах було виявлено уламки літака та тіла трьох членів екіпажу. У катастрофі загинули командир начальник штабу Одеської оае майор Віталій Мамонтов (38 років), штурман ланки майор Олександр Лисенко (35 років) і старший авіамеханік, радист, прапорщик Костянтин Оголюк (30 років).
8 березня 2014 р. легкий літак прикордонників без озброєння «Diamond DA-42NG» проводив патрулювання кордону та прикордонних районів. Приблизно  о 17:30 вечора, пролітаючи біля населеного пункту Армянськ, екіпаж зафіксував стрілянину по літаку, яку відкрили невідомі у військовій формі.
23 грудня 2015 року зі Кропивницького в Одесу здійснили переліт сім патрульних літаків «Diamond», переданих Міністерством освіти і науки України – Держприкордонслужбі. На аеродромі Шкільному приземлилися два літаки DA-42NG і п'ять DA-40TDI, вироблених в 2004, 2009 і 2010 роках. Раніше вони використовувалися Кіровоградською льотною академією Національного авіаційного університету. Згодом отримали тактичні позначення у вигляді бортових номерів на фюзеляжі. Відповідно DA-42NG (б/н 24, 25) та DA-40  (б/н 31, 32, 33, 34, 35). В Одесі літаки пройдуть регламентні роботи, та будуть розподілені між прикордонними загонами України.
24 листопада 2018 року Міністр внутрішніх справ України, під час візиту в Харківський прикордонний загін Східного регіонального управління ДПСУ, передав в Одеську окрему авіаційну ескадрилью модернізований гелікоптер Мі-8 (б/н 04).
17 січня 2020 року до Одеської окремої авіаційної ескадрильї Південного регіонального управління ДПСУ прибув модернізований гелікоптер Мі-8МСБ-В (б/н 01). Гелікоптер було дообладнано для можливості встановлення на борту санітарного обладнання. Також встановлено сертифікований медичний модуль, за допомогою якого тепер буде можливе підключення медичних приладів.
У серпні 2021 року для Державної прикордонної служби України відремонтовано черговий багатоцільовий гелікоптер Мі-8МТ (б/н 06), який переданий до Одеської окремої авіаційної ескадрильї.

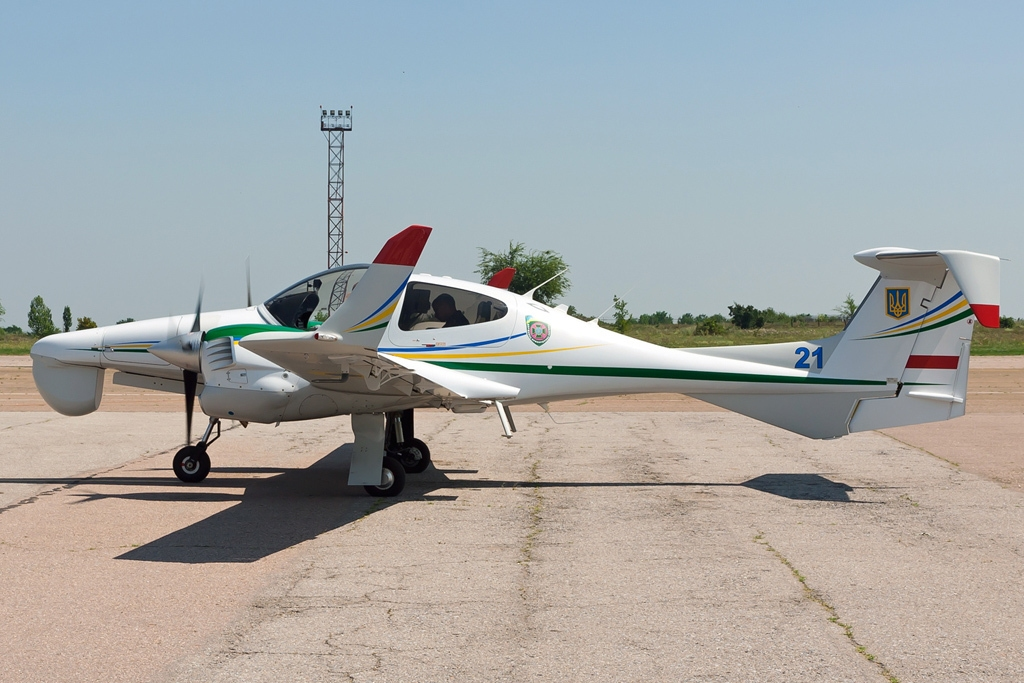
Diamond DA-42

04 лютого 2022 року Одеська окрема авіаційна ескадрилья поповнилася трьома новими гелікоптерами H125 французької компанії AIRBUS (б/н 41, 42, 45), постачання яких відбувається в рамках угоди між урядом України та урядом Французької Республіки.
27 лютого 2023 року, в рамках виконання міжурядового договору з Францією, ДПСУ отримала нову партію з двох нових гелікоптерів Airbus H125 (б/н 49, 53), які доставили через словенський аеропорт в Любляні.

## Командири
- полковник Гарєєв Шаміль Хасанович — (1989—1997 рр.)
- полковник Івашин Миколай Миколайович — (1997—2000 рр.)
- полковник Мацілецький Іван Іванович — (2000—2004 рр.)
- полковник Чех Юрій Миколайович — (2004—2008 рр.)
- полковник Забродоцький Артем Олександрович — (2008-20?? рр.)

## Авіаційна техніка
- 1 пасажирський літак Антонов Ан-24РВ (б/н12).
- 2 патрульні літаки Diamond DA42 (б/н 21, 22).
- 3 патрульних літаки Diamond DA-40TDI (б/н 31, 32, 33).
- 3 десантно-транспортних гелікоптери Міль Мі-8Т/ТП/МТВ та Мі-8МСБ-В (б/н 01, 04, 06)
- 5 патрульних гелікоптерів AIRBUS H125 (б/н 41, 42, 45, 49, 53).[15]